# Teodósio de Moscou
Teodósio (russo: Феодосий; nascido: Teodósio Bivaltsev, em russo: Феодосий Бывальцев, ?, séc. XIV - Sergiev Posad, Moscou, 15 de outubro de 1475) foi Metropolita de Moscou e Toda Rússia de 1461-1464 (Metropolita de Toda a Rússia).

## Biografia

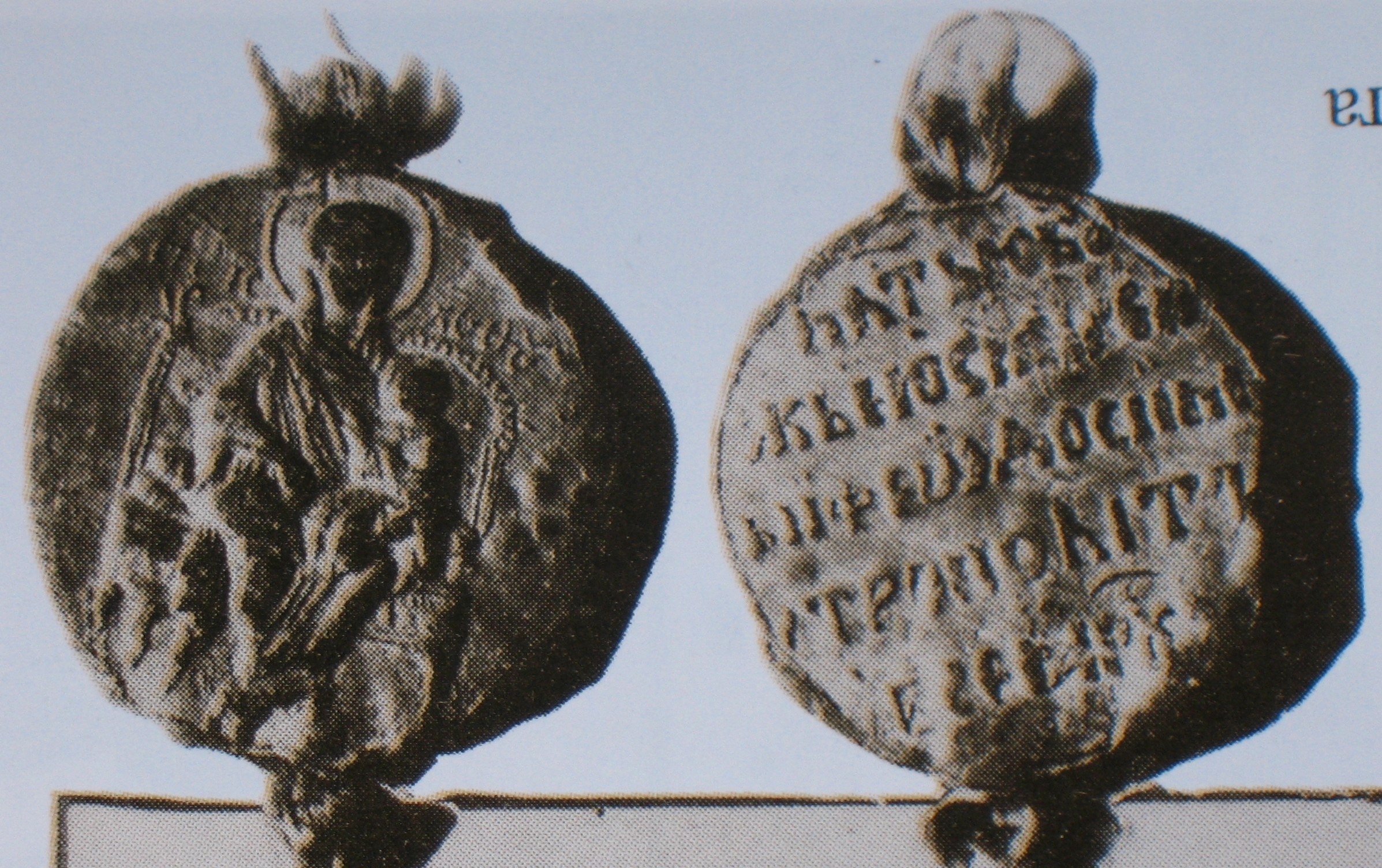
Selo do Metropolita Teodósio

Ele era Arquimandrita do Mosteiro de Chudov (mencionado nesta dignidade em 1453).
Em 23 de junho de 1454, foi consagrado Bispo de Rostov. Teve um conflito com o Metropolita Jonas, quando, em 1455, permitiu na véspera da Epifania, que caiu no domingo, aos leigos comerem carne, e aos monges comerem peixe, queijo e ovos. Foi convocado a um Tribunal eclesiástico e ameaçado de privação de dignidade, mas após o arrependimento manteve sua cátedra.
Em 9 de maio de 1461, após a morte do Metropolita Jonas, ocupou a Sé de Moscou (o próprio Jonas escolheu Teodósio como seu sucessor). Teodósio tornou-se o primeiro Metropolita de Moscou, que foi aprovado pelo Príncipe de Moscou, Basílio II, ignorando completamente o Patriarca de Constantinopla .
No entanto, a posição de Teodósio ainda era frágil, pois nem o Grão-Ducado da Lituânia (onde havia seu próprio metropolita ortodoxo com o prefixo "Toda a Rússia" ao título), nem o Bispo de Tver, nem vários líderes da Igreja russa haviam reconhecido seu antecessor.
No último ano do reinado de Teodósio, em abril de 1464, as Igrejas de Constantinopla e Moscou se reconciliaram. O Metropolita Filipe de Cesareia abençoou Teodósio em nome do Patriarca de Constantinopla.
Uma tentativa de elevar o nível educacional e moral do clero russo está ligada às atividades de Teodósio: "Eram mal alfabetizados, semi-alfabetizados ou completamente analfabetos". Esta atividade acabou por ser um fracasso, quando muitos dos padres foram removidos de seus lugares por Teodósio, e alguns foram destituídos, então muitas paróquias ficaram sem clero.
Em 1464, Teodósio deixou a cátedra “por causa de sua grave doença”, mas o cronista relata que “muitas outras igrejas estão sem padres e as maldições começaram; ao ouvir isso, ele adoeceu por isso, e estava saudável e desceu para a cela de Mikhailov no mosteiro de Chud".
Teodósio viveu no Mosteiro de Chudov por 11 anos. Antes de sua morte, retirou-se para o Mosteiro da Trindade, onde morreu em 15 de outubro de 1475.
Foi enterrado na Igreja dos Arcanjos do Mosteiro de Chudov.